# Girlpool
Girlpool est un groupe américain de rock indépendant, originaire de Los Angeles, composé d'Harmony Tividad et Avery Tucker. Formé en 2013, le groupe publie quatre albums — Before the World Was Big (2015), Powerplant (2017), What Chaos is Imaginary (2019), Forgiveness (2022) — avant de se séparer en 2022.

## Historique
Leur première publication officielle est un EP homonyme en novembre 2014. Le duo composé d'Harmony Tividad et Avery Tucker y développe un style minimaliste : une guitare, une basse, des harmonies vocales et des compositions courtes. Un premier album, baptisé Before the World Was Big, voit le jour en juin 2015 chez Wichita. Tividad et Tucker, alors âgés de 17 et 18 ans, quittent Los Angeles pour Philadelphie,.
De retour en Californie et complété par le batteur Miles Wintner, le groupe publie son deuxième album, Powerplant, en mai 2017.
En février 2018, le groupe publie le single Picturesong, en collaboration avec Devonté Hynes (Blood Orange).
Le 1er février 2019, le duo publie son troisième album intitulé What Chaos is Imaginary.
Girlpool annonce sa séparation en août 2022, après une dernière tournée nord-américaine en septembre de la même année.

## Membres
- Avery Tucker – chant, guitare
- Harmony Tividad – chant, basse
- Miles Wintner – batterie (depuis 2017)

## Discographie

### Albums studio
- 2015 : Before the World Was Big (Wichita)
- 2017 : Powerplant (ANTI-)
- 2019 : What Chaos is Imaginary (ANTI-)
- 2022 : Forgiveness (ANTI-)

### EP
- 2014 : Girlpool (autoproduction puis réédition chez Wichita)

### Singles
- 2014 : Girlpool x Slutever Split (Bratty Records)
- 2015 : Your Heart (Keep In Touch)
- 2015 : Chinatown (Wichita)
- 2018: Picturesong (ANTI-)